# Franz Anton Pfeiffer
Franz Anton Pfeiffer (ur. 16 czerwca 1752 w niemieckim miasteczku Windischbuch, zm. 22 października 1787 w Ludwigslust) – niemiecki kompozytor i fagocista